# Sugar Ray Robinson
Sugar Ray Robinson (* 3. Mai 1921 in Ailey, Georgia als Walker Smith junior; † 12. April 1989 in Culver City, Kalifornien) war ein US-amerikanischer Boxer.

## Karriere
Robinson lebte während des Großteils seiner 25-jährigen Karriere in Harlem. Als Amateur war seine Bilanz 85-0, 69 K. o., davon 40 in der ersten Runde.
Im Weltergewicht war er praktisch unschlagbar. Seine erste Niederlage erlitt er 1943 im zweiten Kampf gegen Jake LaMotta, der allerdings ein Mittelgewichtler war und einige Pfunde mehr wog. In diesem Kampf war der Plan von LaMottas Team, Ray möglichst viele Körpertreffer zuzufügen. Während den Runden ertönte von Zeit zu Zeit ein Pfeifen von seinem Trainer – ein ausgemachtes Signal, dessen Bedeutung nur LaMotta kannte. Es erklang stets in den Momenten, in denen der „Wütende Stier“ zu sehr auf den Kopf und zu wenig auf den Körper schlug. An diesem Abend entstand das berühmte Foto, in welchem Ray, das Gesicht von Schmerzen gezeichnet, nach einem Schlag fast aus dem Ring fällt. Insgesamt kämpfte er in den Jahren 1942 bis 1945 fünf Mal gegen LaMotta, wobei er in vier Kämpfen gewann.
Seinen ersten Weltmeistertitel im Weltergewicht holte er sich am 20. Dezember 1946 in New York gegen Tommy Bell, der ihn schon am Boden hatte, in einem Kampf über fünfzehn Runden.
Den Weltmeistertitel im Mittelgewicht gewann er am 14. Februar 1951 in Chicago in seinem sechsten Kampf gegen Jake LaMotta, nachdem der Schiedsrichter den Kampf in der dreizehnten Runde abgebrochen hatte. Im selben Jahr machte er eine Tour durch Europa, wo er reihenweise Staatsmeister frühzeitig besiegte, mit Ausnahme des letzten Gegners: Randy Turpin. Vor 18.000 Zusehern verlor der US-Amerikaner seinen Titel, es war die zweite Niederlage im 133. Profikampf. Turpin sollte seinen Titel nur 64 Tage lang behalten: Am 12. September verlor er den Rückkampf durch K. o. in der zehnten Runde und Robinson war wieder Weltmeister.
1952 verteidigte er seinen Titel in Chicago gegen Rocky Graziano, indem er „Rocky“ in der dritten Runde vorzeitig besiegte. Im Juni 1952 versuchte er auch den Weltmeistertitel im Halbschwergewicht zu gewinnen, unterlag jedoch dem Weltmeister Joey Maxim. Robinson gab den Kampf, nach Punkten deutlich in Führung liegend, nach der dreizehnten Runde erschöpft auf. In den nächsten drei Jahren bestritt er keinen Kampf.
1955 kehrte Robinson aber wieder in den Ring zurück und verlor im fortgeschrittenen Alter mehrmals seinen Mittelgewichtstitel, gewann ihn jedoch immer wieder zurück, so gegen Randy Turpin, Carmen Basilio und Gene Fullmer, den er in einem der berühmtesten K. o. der Boxgeschichte besiegen konnte.
1965 beendete er endgültig seine Karriere und spielte danach in mehreren Filmen mit, darunter beispielsweise der starbesetzte Fernsehfilm Um 9 Uhr geht die Erde unter (1971). Später erkrankte er an Alzheimer und konnte sich kaum noch an bekannte Menschen erinnern.

## Vermächtnis
Gegen mehrere starke Gegner seiner Zeit, unter anderem Charley Burley, boxte er im Laufe seiner Karriere nicht. Dennoch wird er von Boxzeitschriften, so zum Beispiel dem Ring Magazine, regelmäßig zum besten Boxer aller Zeiten gewählt. Auch die Legenden Muhammad Ali, Joe Louis und Sugar Ray Leonard betrachten ihn als solchen. 1990 fand Robinson Aufnahme in die International Boxing Hall of Fame. 2009 wurde die Edward J. Neil Trophy der Boxing Writers Association of America zu seinen Ehren in Sugar Ray Robinson Award umbenannt.
Sugar Ray Robinson war ein Mitglied im Bund der Freimaurer.

## Filmografie (Auswahl)
- 1968: Der Detektiv (The Detective)
- 1971: Um 9 Uhr geht die Erde unter (City Beneath the Sea) (Fernsehfilm)